# Église Saint-Hubert de Baisy-Thy
L'église Saint-Hubert est une église de style classique située à Baisy-Thy, village de la ville belge de Genappe, en ville belge.

## Localisation
L'église se situe au centre du village, cernée de tous côtés par la rue Godefroid de Bouillon.

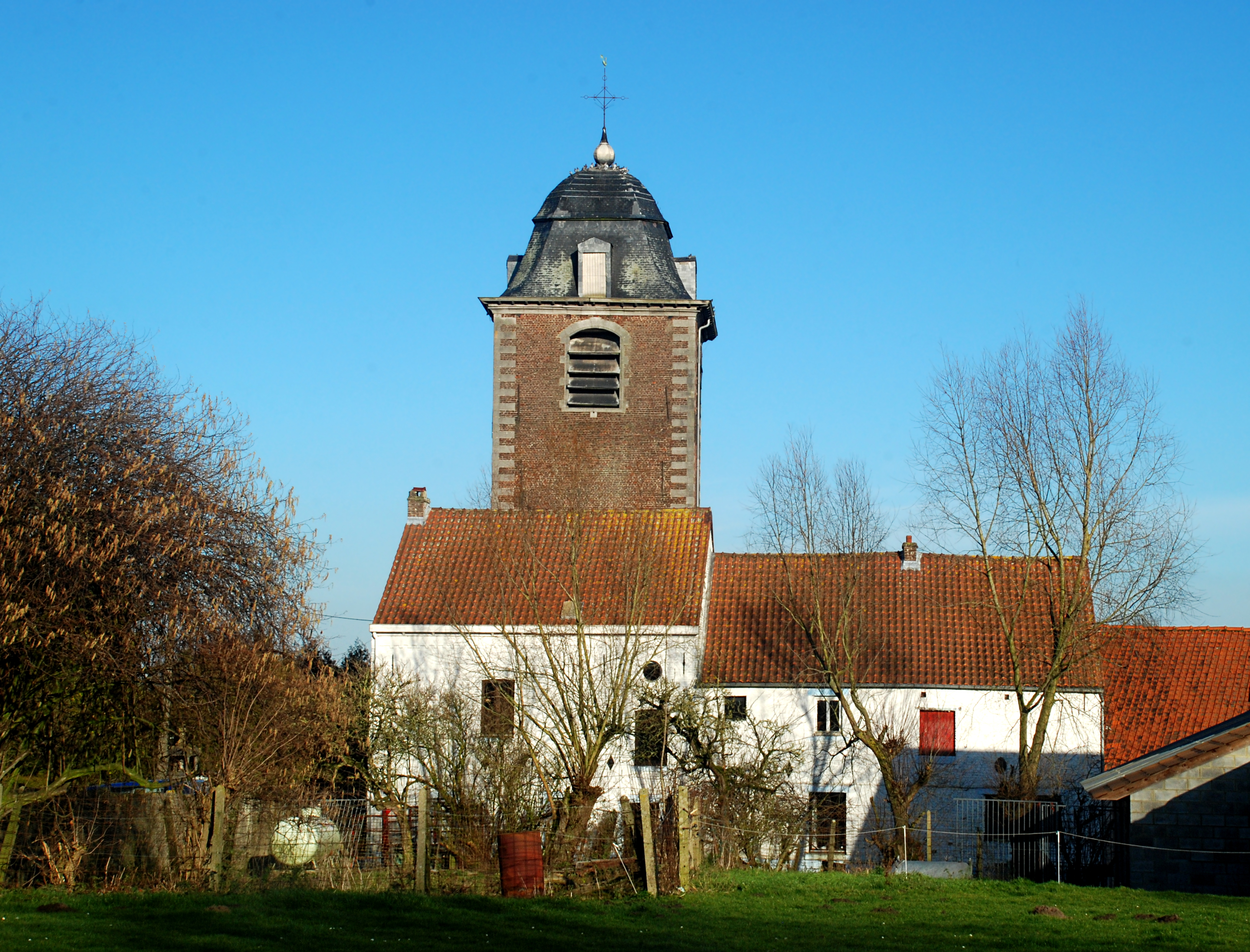
Le clocher et le village vus de l'ouest

## Historique
L'église de Baisy-Thy existait déjà en 1096 mais s'appelait alors Notre-Dame.
Au XVIIIe siècle, les églises de la région tombaient en ruines car les décimateurs, percepteurs de la dîme, ne se préoccupaient pas de leur entretien. L'autorité autrichienne exigea une amélioration de la situation des églises, ce qui explique que plusieurs églises du Brabant wallon ont été reconstruites durant la deuxième moitié du XVIIIe siècle.
L'église Saint-Hubert de Baisy-Thy a ainsi été entièrement reconstruite en 1763, en style classique.
Anna Pavlovna, grande-duchesse de Russie, princesse d'Orange et reine des Pays-Bas, fit don à l'église d'un ciboire lors de sa visite aux Quatre-Bras de Baisy-Thy le 16 juin 1817,, deux ans après la bataille des Quatre Bras qui eut lieu le 16 juin 1815, deux jours avant la bataille de Waterloo.
Durant la seconde moitié du XIXe siècle, une stèle fut élevée dans le chœur à la mémoire de Godefroid de Bouillon, né en 1061 à Baisy-Thy, domaine appartenant à sa mère, fille du Duc de Lotharingie.
Les orgues de l'église font l'objet d'un classement depuis le 17 mars 1980.

## Architecture extérieure

### Matériaux
L'église, couverte d'ardoises, est construite en briques rouges, en calcaire pour le soubassement et en pierre bleue pour les chaînages d'angle et l'encadrement des baies.

### La tour et la façade occidentale
La façade occidentale intègre une tour, en forte saillie par rapport aux façades des collatéraux.
Le clocher en briques comporte quatre niveaux et présente sur toute sa hauteur des chaînages d'angle en pierre bleue ainsi que de nombreuses ancres de façade.
Trois des quatre niveaux de la face occidentale du clocher sont ornés d'une baie de style classique :
- un portail en pierre bleue à impostes et clé d'arc saillantes[3], à encadrement mouluré et tympan au motif rayonnant ;
- une fenêtre au premier étage, à environ un mètre au-dessus du portail, recouverte d'un arc surbaissé (linteau bombé) ;
- une baie campanaire à abat-son au dernier étage, répétée à la même hauteur sur chaque face de la tour carrée.

Le clocher est recouvert d'une toiture à l'impériale (toiture à courbe et contre-courbe), dotée d'une lucarne sur chaque pan.
|  |  |  |  |

### Les façades latérales

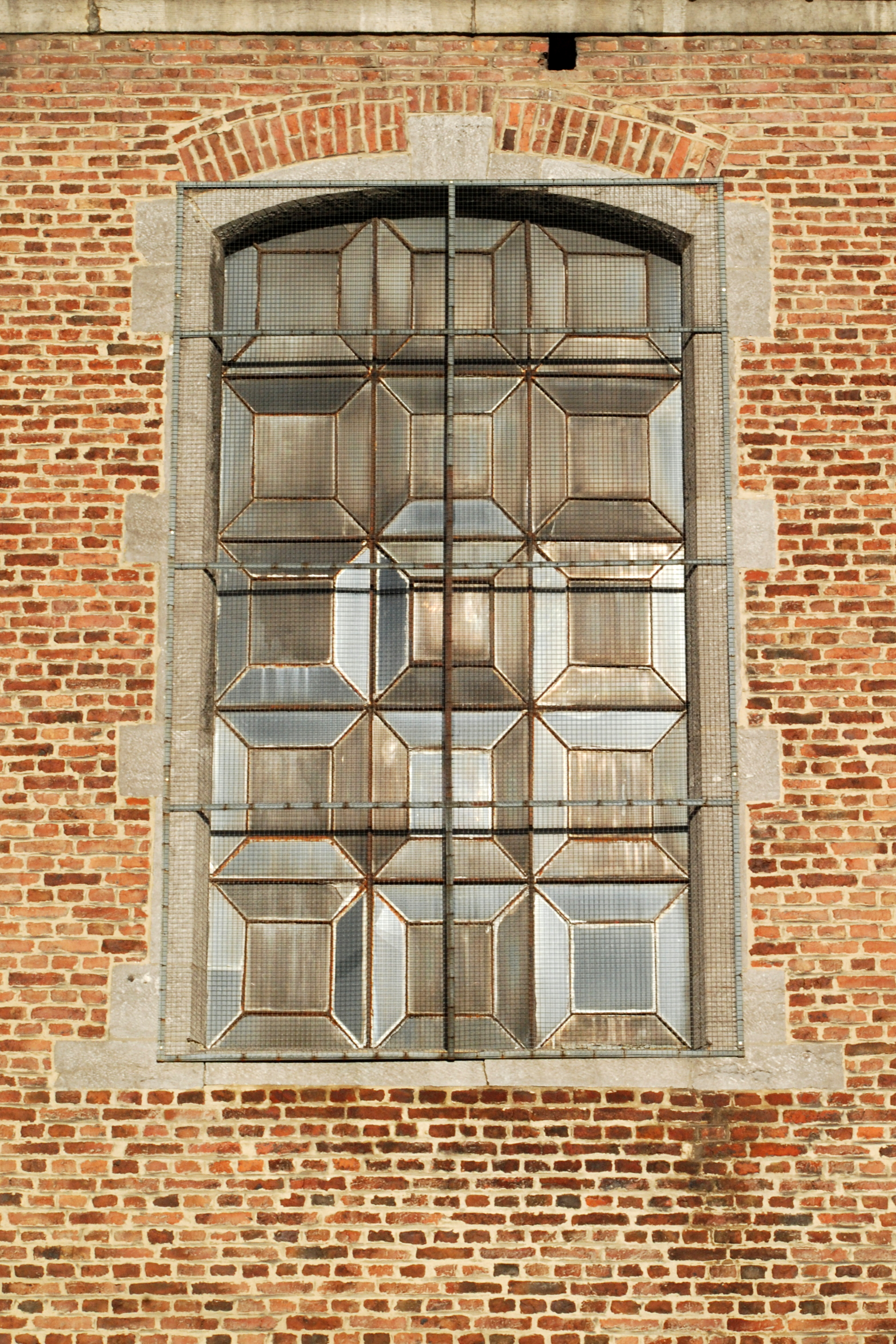
Fenêtre de la nef.

Les façades latérales de la nef classique sont masquées par les collatéraux, dont la toiture prolonge celle de la nef.
Ces collatéraux présentent chacun trois façades, séparées par de beaux chaînages d'angle en pierre bleue, tranchant nettement sur la brique rouge : une grande façade sud percée de quatre grandes fenêtres de style classique dont l'encadrement de pierre bleue est constitué de piédroits harpés supportant un linteau bombé, une petite façade occidentale ajourée d'une fenêtre semblable et une petite façade orientale aveugle.
Certains des blocs de pierre bleue du soubassement de la façade latérale présentent des marques de tâcheron, très peu visibles à cause de l'aspect bouchardé de la surface des blocs.
Sur la façade sud sont fixées deux grandes plaques en pierre bleue à la mémoire des morts des deux Guerres mondiales.
|  |  |

### Le chevet et la sacristie

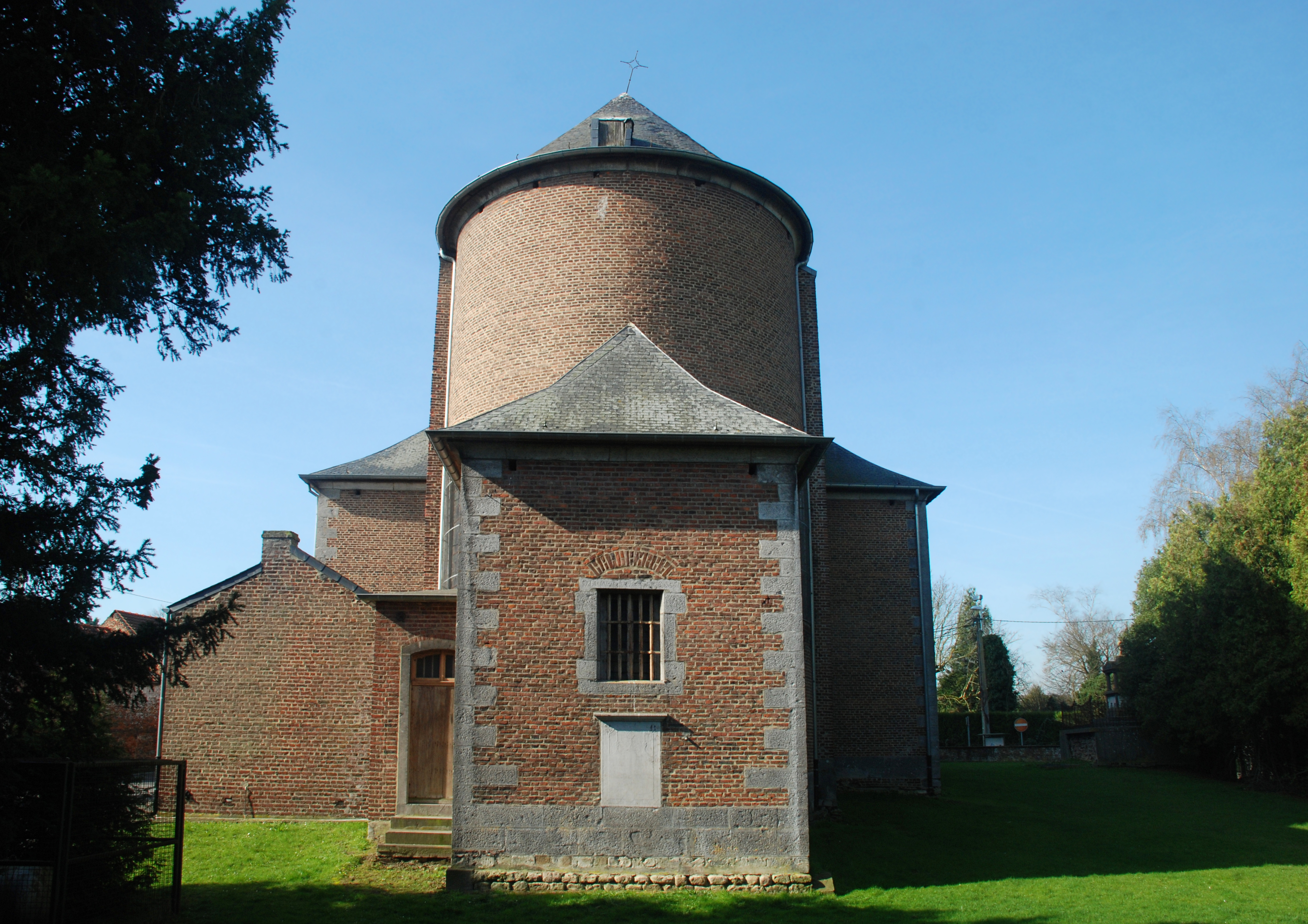
Le chevet et la sacristie.

Le chevet, haut et imposant, est composé d'une travée de chœur et d'une abside semi-circulaire. La travée de chœur et l'abside sont percées de fenêtres classiques en tous points semblables à celles des collatéraux.
Le chevet est prolongé dans l'axe par une petite sacristie de plan carré réalisée dans les mêmes matériaux et percée de petites fenêtres carrées à encadrement de pierre bleue, dont l'axiale possède des montants à deux harpes. Au sud, le chevet est partiellement caché par une seconde sacristie, plus basse et plus récente.
Dans le mur oriental de la sacristie est scellée la dalle funéraire de Jean Jacobi, curé de la paroisse mort le 21 décembre 1813 comme l'indique l'épitaphe gravée sur la dalle. L'épitaphe est surmontée d'un bas-relief représentant un calice flanqué de deux cierges.

« Ici repose 

Le corps du Rd Sr Jean 

Jacques dit Jacobi 

Natif de Wavre 

Bachelier formé

en l'Université de Louvain

Curé de cette paroisse

L'espace de 46 ans

Et décédé

Le 21 Xbre 1813

Agé de 83 ans »

|  |  |  |  |

## Architecture intérieure
L'intérieur, de style classique, présente deux parties très contrastées : le chœur réalisé en briques rouges et la nef peinte en blanc.

### Le chœur
Le chœur, très haut, édifié en briques rouges, comporte une abside semi-circulaire précédée d'une travée de chœur. La travée de chœur et l'abside sont séparées par deux hauts pilastres en briques se prolongeant en un arc-doubleau, également en briques. L'abside est divisée en trois sections séparées elles aussi par de hauts pilastres en briques qui segmentent la voûte en cul-de-four et rejoignent l'arc-doubleau. La partie centrale de l'abside est ornée d'un très haut tableau tandis que ses parties latérales, ainsi que la travée de chœur, sont percées de fenêtres de style classique, à arc surbaissé et piédroits harpés en pierre bleue.

### La nef et les collatéraux
La nef, enduite et peinte en blanc, est séparée des collatéraux par deux rangées de colonnes en pierre bleue (petit granit), sommées de chapiteaux toscans et portées par des socles octogonaux surmontés d'anneaux toriques. Les extrémités de ces deux rangées de colonnes sont occupées par des colonnes engagées.
Les arcs en plein cintre portés par ces colonnes ont l'intrados orné de moulures rectangulaires.
Les collatéraux sont rythmés par des pilastres en briques dont les chapiteaux toscans en pierre bleue servent d'appui à des arcs également réalisés en briques.
|  |  |  |

## Patrimoine
L'église abrite un important patrimoine : 
- orgues classées en 1980
- collection d'habits liturgiques et de vases sacrés, parmi lesquels le ciboire offert en juin 1817 par Anna Pavlovna, grande-duchesse de Russie, princesse d'Orange et reine des Pays-Bas[5], qui porte cette inscription : « Don de Son Altesse Impériale la Grande Duchesse Anna Pawlowna, princesse d'Orange. À la cure de Baisy-Thy ».
- stèle commémorative de Godefroid de Bouillon[3], érigée durant la seconde moitié du XIXe siècle contre le mur de gauche du chœur. Sur cette stèle est gravé l'hommage suivant :

« À la mémoire

De Godefroid de Bouillon

Duc de Lothier

Et Marquis d'Anvers

Premier Roi de Jérusalem

Né à Baisy en Brabant

Mort en Palestine

Le XVII Juillet MC. »

|  |  |  |

## L'ancien cimetière paroissial

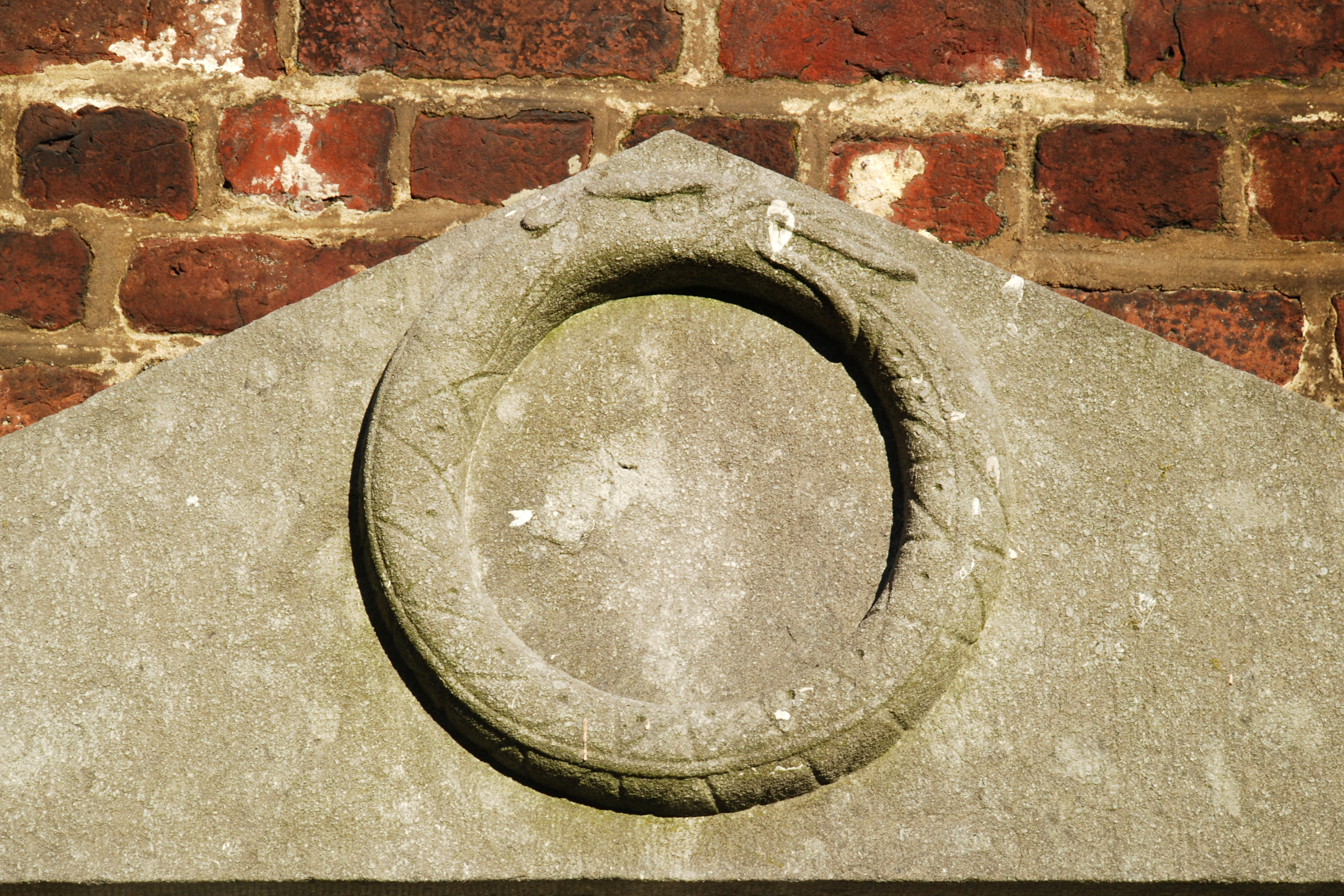
Ouroboros.

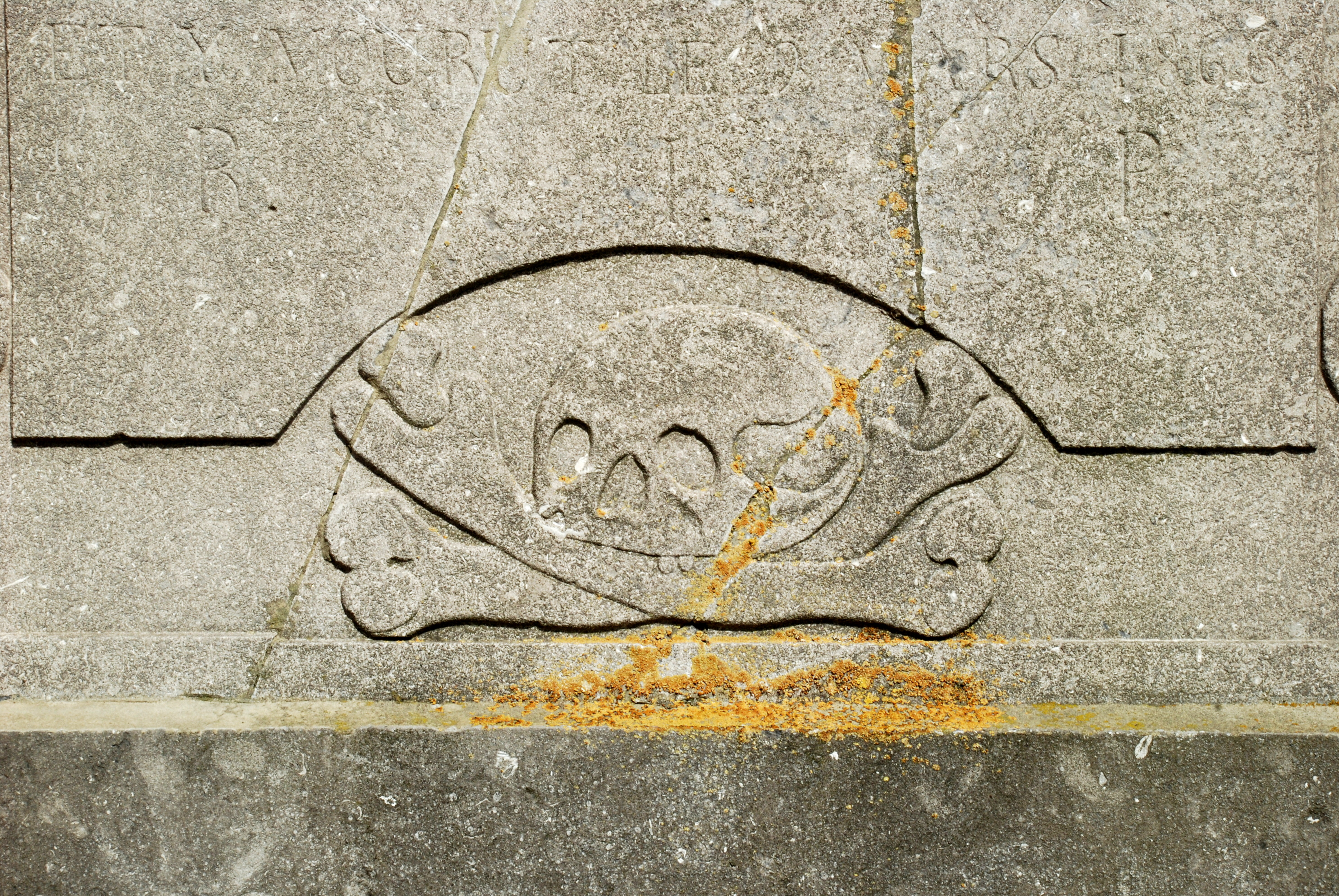
Tête de mort.

Le cimetière paroissial qui entourait jadis l'église est aujourd'hui désaffecté mais il conserve deux mausolées de style néo-classique ainsi que plusieurs dalles funéraires qui ont été intégrées aux murs extérieurs de l'église.

### Les dalles funéraires
Outre la dalle funéraire du curé Jean Jacobi encastrée dans le mur de la sacristie, mentionnée plus haut, quatre dalles funéraires sont fixées sur la façade occidentale de l'église, deux de chaque côté de la tour-clocher.
Trois d'entre elles sont entièrement semblables. Elles prennent chacune l'allure d'un mausolée porté par deux consoles et orné d'un cartouche gravé d'une épitaphe devenue illisible entourée de faisceaux de licteur. Sous le cartouche est gravée une tête de mort. Chaque mausolée est sommé d'acrotères encadrant un fronton triangulaire sur lequel est gravé le motif du serpent qui se mord la queue, l'ouroboros, symbole du cycle de la vie et de la mort.
La quatrième dalle, située à gauche du portail, est beaucoup plus modeste et est constituée d'une simple dalle de pierre sur laquelle est gravée une épitaphe encore parfaitement lisible :

« Ici devant repose 

Le corps de Demoiselle 

Marie Anne Thomas 

Décédée à Baisy le 5 août 1789 

Administrée des

Sacrements de Notre

Mère la Sainte Eglise

Agée de 65 ans

Requiescat In Pace »

Un grand fragment de dalle brisée gisant dans la pelouse, au nord de l'église, est orné d'un bas-relief figurant un calice.
|  |  |  |

### Les mausolées de style néo-classique

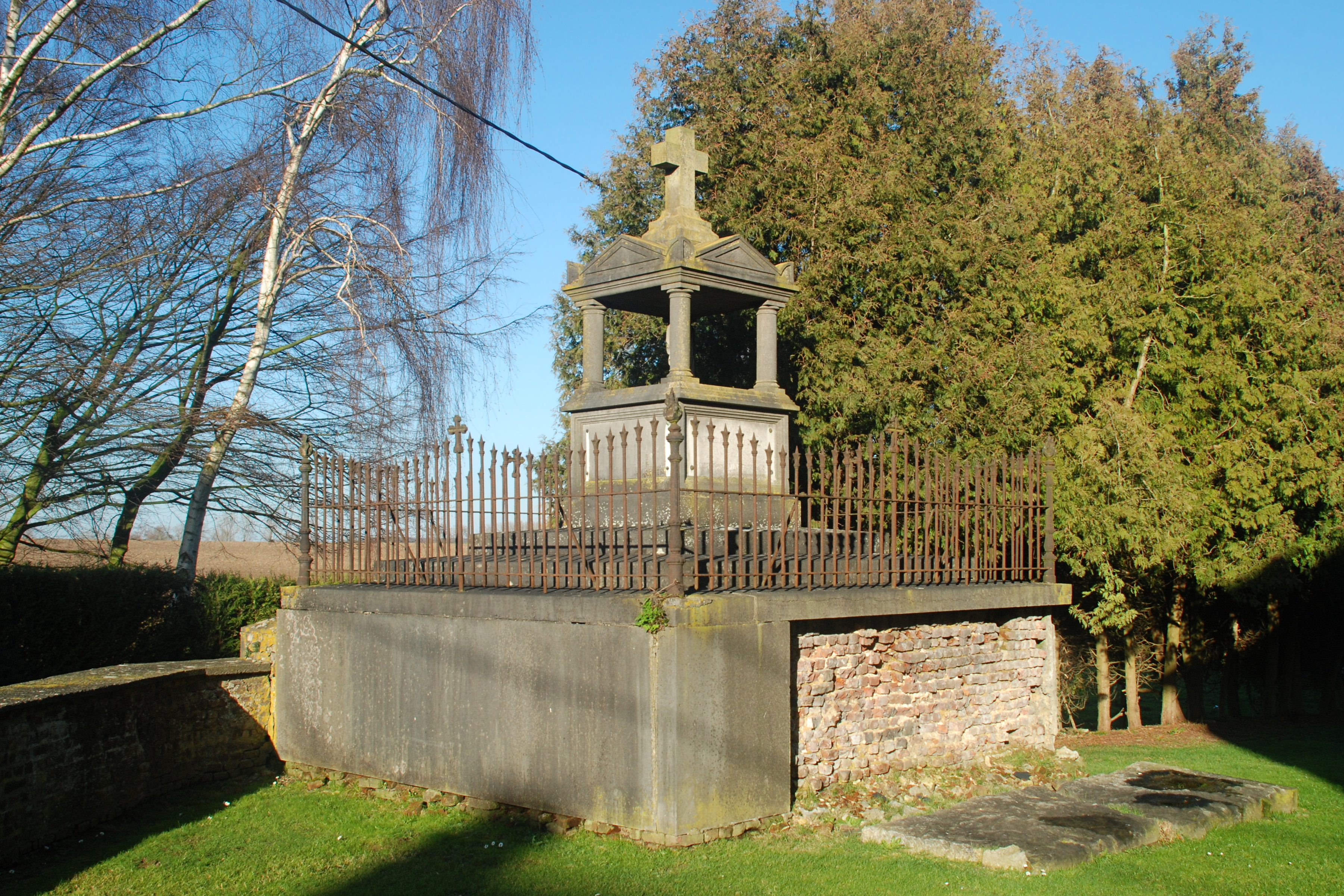
Le mausolée à l'urne funéraire voilée.

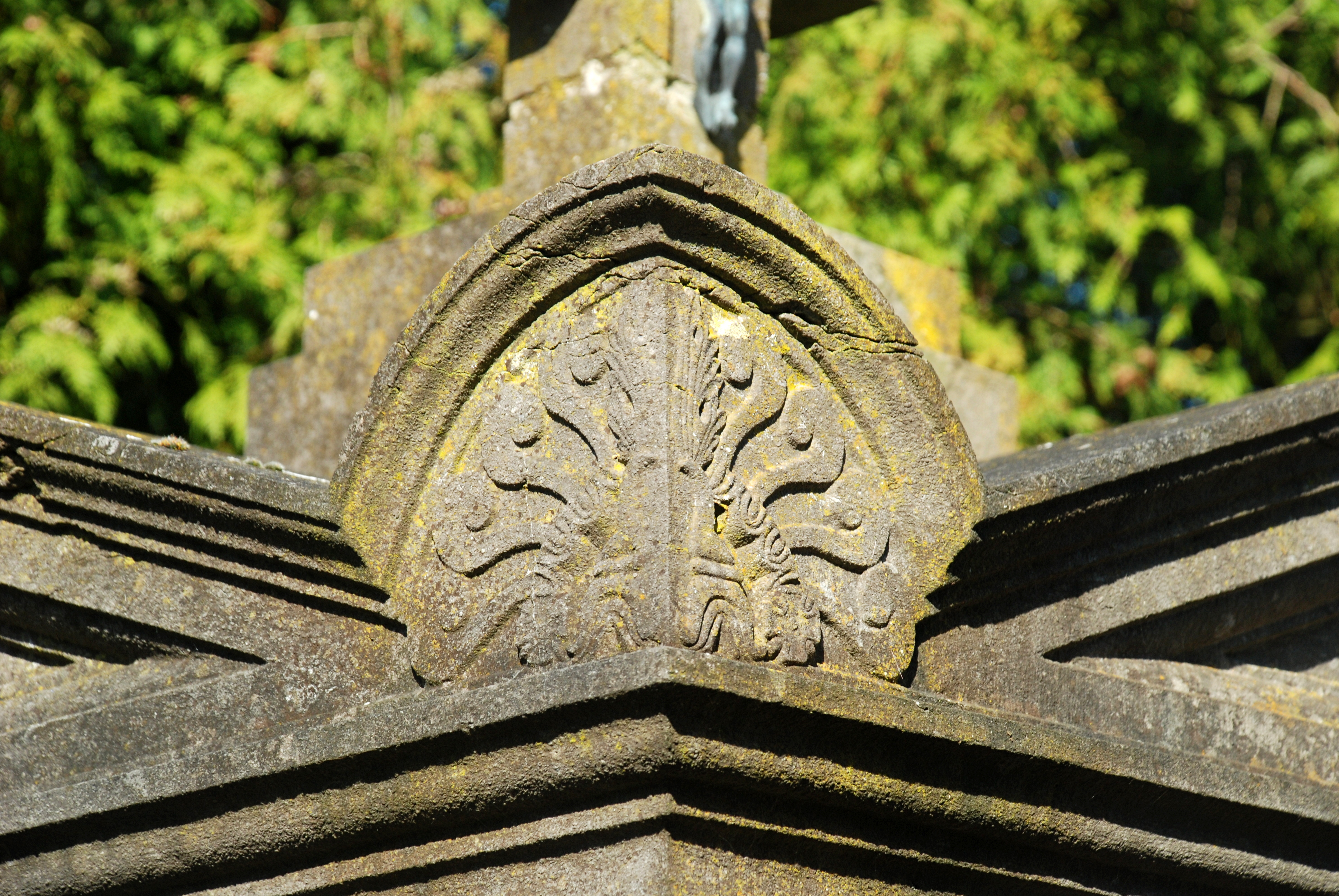
Acrotère.

L'ancien cimetière paroissial abrite par ailleurs deux mausolées de style néo-classique.
Chacun de ces mausolées est porté par un large socle à degrés entouré de grilles hérissées de piques et ornées d'une flamme à chaque angle.
Le mausolée situé derrière le chevet de l'église est constitué d'un parallélépipède en pierre bleue, d'environ 2 mètres de haut, couronné d'une corniche moulurée, de quatre frontons triangulaires alternant avec quatre acrotères gravés d'ornements et d'un gros crucifix en pierre. Chacune de ses faces est ornée d'un cartouche mouluré à crossettes.
L'autre mausolée, situé au nord de l'église, a été érigé en 1872. Il comporte une base carrée ornée de plaques de marbre blanc, quatre colonnes toscanes entourant une urne funéraire voilée (symbole de la mort), une corniche moulurée, quatre frontons triangulaires flanqués d'acrotères non ornés et une croix en pierre. Une des plaques de marbre mentionne :

« Erigé en 1872 par

Dame Adèle-Marie Minet

Veuve de Monsieur

Gaspard-Joseph Carly »

|  |  |  |